# Nationale Volksversammlung (Algerien)
Die Nationale Volksversammlung (arabisch المجلس الشعبي الوطني, DMG al-Maǧlis aš-Šaʿbī al-Waṭanī; französisch Assemblé populaire nationale) ist das Unterhaus des Parlamentes von Algerien. Die Nationalversammlung besteht aus 462 Abgeordneten, die für fünf Jahre direkt von der Bevölkerung gewählt werden. Hiervon sind 8 Sitze für im Ausland lebende algerische Staatsbürger reserviert.

## Geschichte
Die ersten Parlamentswahlen des unabhängigen Algeriens fanden am 20. September 1962 statt. Das damalige Einkammerparlament wurde für eine Dauer von einem Jahr gewählt und diente als verfassungsgebende Versammlung. Im Oktober 1963 entmachtete Präsident Ahmed Ben Bella diese. Infolge der Revolution 1965 wurde die Legislativgewalt nach Artikel 126 der neuen Verfassung dem Revolutionsrat übertragen. Erst mit der Verabschiedung der neuen Verfassung 1976 wurde die Nationale Volksversammlung wiederhergestellt. Bis 1991 dominierte die Nationale Befreiungsfront (FLN) das Parlament, da die algerische Verfassung von 1976 die FLN als bevorzugte algerische politische Partei definierte.
Als 1991 die ersten Wahlen mit Mehrparteiensystem stattfinden sollten, deutete sich ein Sieg der Islamisten an, woraufhin die Nationalen Streitkräfte des algerischen Volkes die Wahlen stornierten. Der Nationale Beratende Rat wurde von April 1992 bis Mai 1994 als Ersatzgeber eingerichtet. Anschließend  übernahm der Nationale Übergangsrat die Legislativgewalt.
Im Jahr 1996 wurde durch eine neue Verfassung die Einführung eines Zweikammersystems zur gegenseitigen Machtkontrolle eingeführt. Dieses besteht aus der Nationalen Volksversammlung mit damals 389 Mitgliedern und dem Nationalrat mit 144 Mitgliedern. Am 5. Juni 1997 fanden schließlich die ersten Wahlen des neuen Parlaments statt.

## Wahlsystem
Die Nationale Volksversammlung besteht aus 462 Abgeordneten, die in 48 Mehrpersonenwahlkreisen gewählt werden, die den Wilayas (Präfekturen) des Landes entsprechen. Jedem Wahlkreis wird je nach Einwohnerzahl eine Anzahl von Sitzen zugewiesen: ein Sitz pro 80.000 Einwohner plus ein Sitz für jedes verbleibende Segment von 40.000 Einwohnern mit mindestens vier Sitzen pro Wahlkreis.

## Wahlen

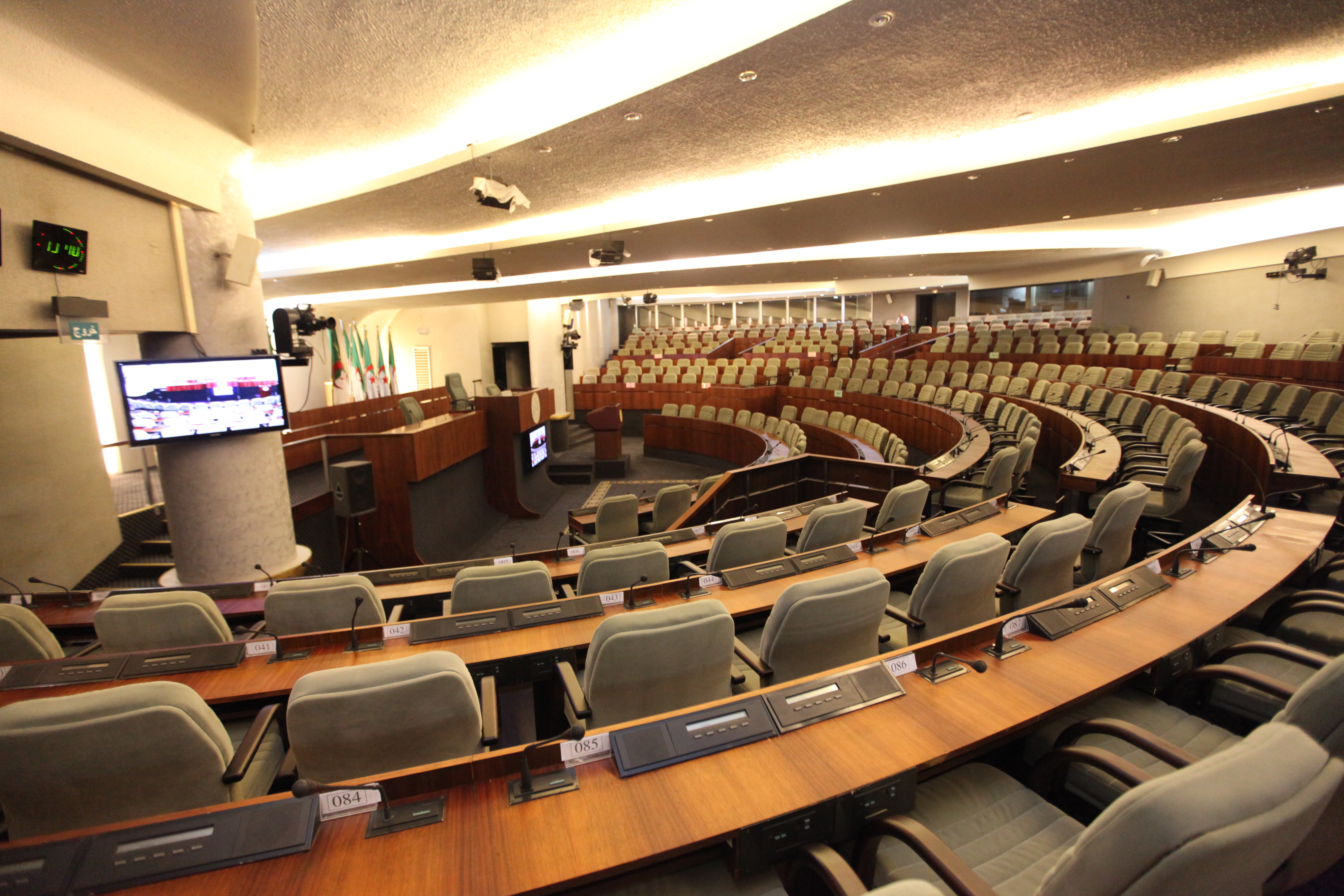
Plenarsaal der Nationalen Volksversammlung

Freie Parlamentswahlen fanden jeweils im Mai 1997, 2002, 2007, 2012 sowie 2017 statt. Wahlberechtigt ist jeder algerische Staatsbürger, der das 18. Lebensjahr erreicht hat.
Bei den letzten Wahlen 2017 traten insgesamt 11.315 Kandidaten (7.679 Männer und 3.636 Frauen) zur Wahl an.
Die Partei Nationale Befreiungsfront (FLN) wurde mit 161 Sitzen stärkste Kraft und bildete eine sozial-liberale Koalition mit der Nationalen Demokratischen Sammlung (RND), die 100 Sitze erreichen konnte. Der Frauenanteil beträgt 25,8 %.
Am 19. Februar 2021 kündigte Präsident Abdelmadjid Tebboune die Auflösung der Nationalversammlung und deren vorgezogene Neuwahl an. Ursprünglich waren die nächsten Wahlen für Mai 2022 vorgesehen. Die Wahl findet am 12. Juni 2021 statt.

## Zusammensetzungen
| Legislatur                                             | Wahl | Zusammensetzung                                       | Parlamentspräsident | Regierungsparteien                                                                             |
| ------------------------------------------------------ | ---- | ----------------------------------------------------- | --- | ---------------------------------------------------------------------------------------------- |
| Verfassungsgebende Versammlung                         | 1962 |                                                       | September 1962 bis August 1963: Ferhat Abbas August 1963 bis Juni 1965: Hadj Mohamed Benalla | FLN (196) 100 %                                                                                |
| I                                                      | 1964 |                                                       | September 1962 bis August 1963: Ferhat Abbas August 1963 bis Juni 1965: Hadj Mohamed Benalla | FLN (136) 100 %                                                                                |
| 1965–1976 lag die Legislativgewalt beim Revolutionsrat |      |                                                       | |                                                                                                |
| II                                                     | 1977 |                                                       | März 1977 bis Oktober 1990: Rabah Bitat Oktober 1990 bis Januar 1992: Abdelaziz Belkhadem | FLN (272) 100 %                                                                                |
| III                                                    | 1982 |                                                       | März 1977 bis Oktober 1990: Rabah Bitat Oktober 1990 bis Januar 1992: Abdelaziz Belkhadem | FLN (282) 100 %                                                                                |
| III                                                    | 1987 |                                                       | März 1977 bis Oktober 1990: Rabah Bitat Oktober 1990 bis Januar 1992: Abdelaziz Belkhadem | FLN (295) 100 %                                                                                |
| Neue Verfassung 1996 mit Mehrparteiensystem            |      |                                                       | |                                                                                                |
| IV                                                     | 1997 |                                                       | 5. Juni 1997 bis 10. Juni 2002: Abdelkader Bensalah (RND) | RND (156) MSP (69) FLN (62) 62,1 % der Sitze                                                   |
| V                                                      | 2002 |                                                       | 10. Juni 2002 bis 3. Juni 2004: Karim Younès (FLN) 23. Juni 2004 bis 30. Mai 2007: Amar Saidani (FLN) | FLN (199) MRN (43) RND (49) 74,8 % der Sitze                                                   |
| VI                                                     | 2007 | lien=Special:FilePath/Apn_6e_legislature_2007.png.svg | 30. Mai 2007 bis 26. Mai 2012: Abdelaziz Ziari (FLN) | FLN (136) RND (62) MSP (52) 64,3 % der Sitze                                                   |
| VII                                                    | 2012 |                                                       | 26. Mai 2012 bis 23. Mai 2017: Mohamed Larbi Ould Khelifa (FLN) | RND (70) FLN (221) 63 % der Sitze                                                              |
| VIII                                                   | 2017 |                                                       | 26. Mai 2012 bis 23. Mai 2017: Mohamed Larbi Ould Khelifa (FLN) 23. Mai 2017 bis 24. Oktober 2018: Said Bouhadja (FLN) 24. Oktober 2018 bis 2. Juli 2019: Mouad Bouchareb (FLN) 2. Juli 2019 bis 10. Juli 2019: Abderrazak Terbeche (FLN), kommissarisch | RND (100) FLN (161) 56,5 % der Stimmen                                                         |
| VIII                                                   | 2017 |                                                       | seit dem 10. Juli 2019: Slimane Chenine (El Bina) | RND (97) FLN (164) FM (14) TAJ (19) Mouvement populaire algérien (13) ANR (8) 68,2 % der Sitze |

Nationale Konsultativversammlung (Conseil consultatif national)
- von Januar 1992 bis Januar 1994: Redha Malek

Nationale Übergangsversammlung (Conseil national de transition)
- von Mai 1994 bis Mai 1997: Abdelkader Bensalah